# Битва при Толбиаке
Би́тва при Толбиа́ке (фр. Bataille de Tolbiac, нем. Schlacht von Zülpich) — сражение между войском рипуарских франков под предводительством Сигиберта Кёльнского, которому помогал отряд салических франков, которым командовал Хлодвиг I, и армией наступавших на франкские земли алеманнов в 496 году.
В этой битве франкам удалось разгромить войско алеманнов после того, как на поле боя пал алеманнский король, имя которого осталось неизвестным. Решающее вмешательство отряда салических франков Хлодвига усилило его авторитет и среди рипуарских франков. Битва при Толбиаке стала вторым из сражений, которые провёл в своей жизни Хлодвиг против алеманнов. В результате вся северная область расселения алеманнов оказалась под властью франков. Остальная часть алеманнских земель принесла присягу остготскому королю Теодориху Великому.
После третьей битвы франков Хлодвига с алеманнами при Страсбурге в 506 году Алеманнская держава была окончательно уничтожена и в 506—531 годах её территория была присоединена к Франкскому королевству в качестве племенного герцогства.
Предполагают, что битва при Толбиаке произошла на поле Воллерхеймской пустоши (Wollersheimer Heide) близ немецкого городка Цюльпих (лат. Tolbiacum), в 60 километрах восточнее нынешней германо-бельгийской границы. Король Хлодвиг перед битвой, будучи язычником, дал клятву креститься в случае победы. После разгрома алеманнов, в чём франкский король усмотрел помощь христианского бога, его в том же году крестил реймский епископ, святой Ремигий. Принятие католичества Хлодвигом, а с ним и всеми франками, создало прецедент, так как все прочие германские племена придерживались арианства. Католизация же франков упростила процесс их слияния в единый народ на территории создаваемого нового королевства (будущей Франции) с автохтонами, галло-римским католическим населением.